# ألتوراس (كاليفورنيا)
ألتوراس (بالإنجليزية: Alturas) هي إحدى مدن مقاطعة مودوك، كاليفورنيا. تم إعطاءها لقب مدينة في 16 سبتمبر، 1901.

## التركيبة السكانية
حدّد مكتب تعداد الولايات المتحدة بيانات التركيبة السكانية لألتوراس في تعداد الولايات المتحدة. في ما يلي، التركيبة السكانية حسب تعدادي 2000 و2010.

### تعداد عام 2000
بلغ عدد سكان ألتوراس 2,892 نسمة بحسب تعداد عام 2000، وبلغ عدد الأسر 1,181 أسرة وعدد العائلات 753 عائلة مقيمة في المدينة. في حين سجلت الكثافة السكانية 391.3 نسمة لكل كيلومتر مربع (1,013.5/ميل2). وبلغ عدد الوحدات السكنية 1,367 وحدة بمتوسط كثافة قدره 185 لكل كيلومتر مربع (479.1/ميل2).
وتوزع التركيب العرقي للمدينة بنسبة 85.89% من البيض و0.31% من الأمريكيين الأفارقة و4.39% من الأمريكيين الأصليين و0.73% من الأمريكيين ذوي الأصول الآسيوية و0.10% من سكان جزر المحيط الهادئ و4.84% من الأعراق الأخرى و3.73% من عرقين مختلطين أو أكثر و11.89% من الهسبانيون أو اللاتينيون من أي عرق.
بلغ عدد الأسر 1,181 أسرة كانت نسبة 37.9% منها لديها أطفال تحت سن الثامنة عشر تعيش معهم، وبلغت نسبة الأزواج القاطنين مع بعضهم البعض 45.6% من أصل المجموع الكلي للأسر، ونسبة 14.1% من الأسر كان لديها معيلات من الإناث دون وجود شريك، بينما كانت نسبة 4% من الأسر لديها معيلون من الذكور دون وجود شريكة وكانت نسبة 36.2% من غير العائلات. تألفت نسبة 32.5% من أصل جميع الأسر من عدة أفراد يعيشون في نفس المنزل ونسبة 14.5% كانت تتألف من شخص يعيش بمفرده يبلغ من العمر 65 عاماً أو أكثر. وبلغ متوسط حجم الأسرة المعيشية 2.38، أما متوسط حجم العائلات فبلغ 3.00.
بلغ العمر الوسطي للسكان 38.1 عاماً. وكانت نسبة 28.7% من القاطنين تحت سن الثامنة عشر، وكانت نسبة 6.5% بين الثامنة عشر والرابعة والعشرين عاماً، ونسبة 24.3% كانت واقعةً في الفئة العمرية ما بين الخامسة والعشرين والرابعة والأربعين عاماً، ونسبة 22.6% كانت ما بين الخامسة والأربعين والرابعة والستين، ونسبة 15.1% كانت ضمن فئة الخامسة والستين عاماً فما فوق. يوجد لكل 100 أنثى 91.4 ذكر، ويوجد لكل 100 أنثى في الثامنة عشر من عمرها فما فوق 86.4 ذكر.
بلغ متوسط دخل الأسرة في المدينة 24,351 دولارًا، أما متوسط دخل العائلة فبلغ 31,385 دولارًا. وكان متوسط دخل الذكور 36,500 دولارًا مقابل 21,750 دولارًا للإناث. وسجل دخل الفرد الخاص بالمدينة 19,281 دولارًا. وكانت نسبة 23% من العائلات ونسبة 27.1% من السكان تحت خط الفقر، وكان من هؤلاء نسبة 38.6% تحت سن الثامنة عشر ونسبة 7.9% في الخامسة والستين من العمر وما فوق.

### تعداد عام 2010
بلغ عدد سكان ألتوراس 2,827 نسمة بحسب تعداد عام 2010، وبلغ عدد الأسر 1,238 أسرة وعدد العائلات 753 عائلة مقيمة في المدينة. في حين سجلت الكثافة السكانية 382.5 نسمة لكل كيلومتر مربع (990.7/ميل2). وبلغ عدد الوحدات السكنية 1,407 وحدة بمتوسط كثافة قدره 190.4 لكل كيلومتر مربع (493.1/ميل2).
وتوزع التركيب العرقي للمدينة بنسبة 85.96% من البيض و0.53% من الأمريكيين الأفارقة و2.87% من الأمريكيين الأصليين و1.59% من الأمريكيين ذوي الأصول الآسيوية و0.25% من سكان جزر المحيط الهادئ و4.17% من الأعراق الأخرى و4.63% من عرقين مختلطين أو أكثر و12.27% من الهسبانيون أو اللاتينيون من أي عرق.
بلغ عدد الأسر 1,238 أسرة كانت نسبة 31.6% منها لديها أطفال تحت سن الثامنة عشر تعيش معهم، وبلغت نسبة الأزواج القاطنين مع بعضهم البعض 41% من أصل المجموع الكلي للأسر، ونسبة 14.6% من الأسر كان لديها معيلات من الإناث دون وجود شريك، بينما كانت نسبة 5.3% من الأسر لديها معيلون من الذكور دون وجود شريكة وكانت نسبة 39.2% من غير العائلات. تألفت نسبة 32.6% من أصل جميع الأسر من عدة أفراد يعيشون في نفس المنزل ونسبة 12.9% كانت تتألف من شخص يعيش بمفرده يبلغ من العمر 65 عاماً أو أكثر. وبلغ متوسط حجم الأسرة المعيشية 2.27، أما متوسط حجم العائلات فبلغ 2.85.
بلغ العمر الوسطي للسكان 39.9 عاماً. وكانت نسبة 24.8% من القاطنين تحت سن الثامنة عشر، وكانت نسبة 7.7% بين الثامنة عشر والرابعة والعشرين عاماً، ونسبة 23.8% كانت واقعةً في الفئة العمرية ما بين الخامسة والعشرين والرابعة والأربعين عاماً، ونسبة 28.4% كانت ما بين الخامسة والأربعين والرابعة والستين، ونسبة 15.3% كانت ضمن فئة الخامسة والستين عاماً فما فوق. وتوزع التركيب الجنسي للسكان بنسبة 48.1% ذكور و51.9% إناث.

## المناخ
يظهر الجدول التالي التغييرات المناخية على مدار السنة لألتوراس:
| البيانات المناخية لـألتوراس                   | البيانات المناخية لـألتوراس | البيانات المناخية لـألتوراس | البيانات المناخية لـألتوراس | البيانات المناخية لـألتوراس | البيانات المناخية لـألتوراس | البيانات المناخية لـألتوراس | البيانات المناخية لـألتوراس | البيانات المناخية لـألتوراس | البيانات المناخية لـألتوراس | البيانات المناخية لـألتوراس | البيانات المناخية لـألتوراس | البيانات المناخية لـألتوراس | البيانات المناخية لـألتوراس |
| الشهر                                         | يناير                       | فبراير                      | مارس                        | أبريل                       | مايو                        | يونيو                       | يوليو                       | أغسطس                       | سبتمبر                      | أكتوبر                      | نوفمبر                      | ديسمبر                      | المعدل السنوي               |
| --------------------------------------------- | --------------------------- | --------------------------- | --------------------------- | --------------------------- | --------------------------- | --------------------------- | --------------------------- | --------------------------- | --------------------------- | --------------------------- | --------------------------- | --------------------------- | --------------------------- |
| الدرجة القصوى °ف (°م)                         | 69 (21)                     | 75 (24)                     | 82 (28)                     | 87 (31)                     | 98 (37)                     | 102 (39)                    | 108 (42)                    | 106 (41)                    | 106 (41)                    | 93 (34)                     | 83 (28)                     | 72 (22)                     | 108 (42)                    |
| متوسط درجة الحرارة الكبرى °ف (°م)             | 41.6 (5.3)                  | 45.9 (7.7)                  | 52.4 (11.3)                 | 60.3 (15.7)                 | 68.4 (20.2)                 | 77.5 (25.3)                 | 88.2 (31.2)                 | 87.3 (30.7)                 | 79.2 (26.2)                 | 67.1 (19.5)                 | 52.2 (11.2)                 | 43.4 (6.3)                  | 63.6 (17.6)                 |
| متوسط درجة الحرارة الصغرى °ف (°م)             | 16.5 (−8.6)                 | 20.5 (−6.4)                 | 24.4 (−4.2)                 | 28.6 (−1.9)                 | 34.8 (1.6)                  | 40.6 (4.8)                  | 44.3 (6.8)                  | 41.5 (5.3)                  | 35.4 (1.9)                  | 28.1 (−2.2)                 | 22.8 (−5.1)                 | 18.1 (−7.7)                 | 29.6 (−1.3)                 |
| أدنى درجة حرارة °ف (°م)                       | −32 (−36)                   | −33 (−36)                   | −15 (−26)                   | 7 (−14)                     | 15 (−9)                     | 21 (−6)                     | 28 (−2)                     | 24 (−4)                     | 15 (−9)                     | 1 (−17)                     | −17 (−27)                   | −34 (−37)                   | −34 (−37)                   |
| الهطول إنش (مم)                               | 1.54 (39)                   | 1.26 (32)                   | 1.34 (34)                   | 1.09 (28)                   | 1.28 (33)                   | 0.87 (22)                   | 0.31 (7.9)                  | 0.32 (8.1)                  | 0.50 (13)                   | 0.94 (24)                   | 1.39 (35)                   | 1.46 (37)                   | 12.3 (313)                  |
| متوسط تساقط الثلوج إنش (سم)                   | 7.7 (20)                    | 5.3 (13)                    | 5.2 (13)                    | 2.6 (6.6)                   | 0.7 (1.8)                   | 0.0 (0.0)                   | 0.0 (0.0)                   | 0.0 (0.0)                   | 0.1 (0.25)                  | 0.4 (1.0)                   | 3.0 (7.6)                   | 5.2 (13)                    | 30.2 (76.25)                |
| متوسط أيام هطول الأمطار (≥ 0.01 inch)         | 10                          | 9                           | 9                           | 8                           | 8                           | 5                           | 2                           | 2                           | 3                           | 5                           | 8                           | 9                           | 78                          |
| المصدر: WRCC (temperature normals 1915–2013), |                             |                             |                             |                             |                             |                             |                             |                             |                             |                             |                             |                             |                             |

## أعلام
- إرنست إس. براون